# Bankgassei rablás
A bankgassei rablás, vagy bankgassei puccs egy 1919-ben, a Magyarországi Tanácsköztársaság idején, Ausztriában elkövetett politikai hátterű támadás volt Magyarország bécsi követsége ellen, melynek során az Antibolsevista Comitét támogató magyar katonatisztek egy csoportja az intézmény több alkalmazottját túszul ejtette, és igen jelentős pénzmennyiséget raboltak el onnan. A követség Bécsben a Bankgasse 4-6. alatt helyezkedett el (a mai napig itt található a magyar képviselet), az utcanévből adódik a történelmi művekben meghonosodott elnevezés: a bankgassei rablás.
Az esemény nagy port vert fel, hiszen ritka, hogy egy ország követségét a saját állampolgárai szállják meg és rabolják ki. A történtek utólagos megítélését nehezíti, hogy egyrészt pontosan és biztosan soha nem derült ki mekkora vagyon tűnt el, ám a történészek - jobb híján - elfogadták az 1923-ban, vagyis négy évvel később készült számvevőszéki jelentést, ami 139 069 600 magyar korona összeget említ az alábbi részletezésben: 135 millió korona, 100 ezer svájci frank és 330 ezer francia frank. Összehasonlításul: 1918 végén egy kilogramm színarany ára 20-21 ezer korona volt, vagyis a teljes összeg több mint 6 és fél tonna arany árával lehetett egyenértékű.
A történtek monografikus feldolgozásra csak 1964-ben került sor, a Gábor Sándorné által írt tanulmány a Párttörténeti Közlemények című folyóiratban jelent meg. Annak ellenére azonban, hogy a tanulmány levéltári források, a korabeli sajtó és a résztvevők visszaemlékezései alapján íródott, a korszak nem kedvezett az objektív történelemszemléletnek; a szereplők jellemzését a Tanácsköztársaság romantikája és az ellenforradalom démonizálása hatja át - mindamellett, hogy az események időbeliségét és tényszerűségét nincs okunk kétségbe vonni.

## Előzmények

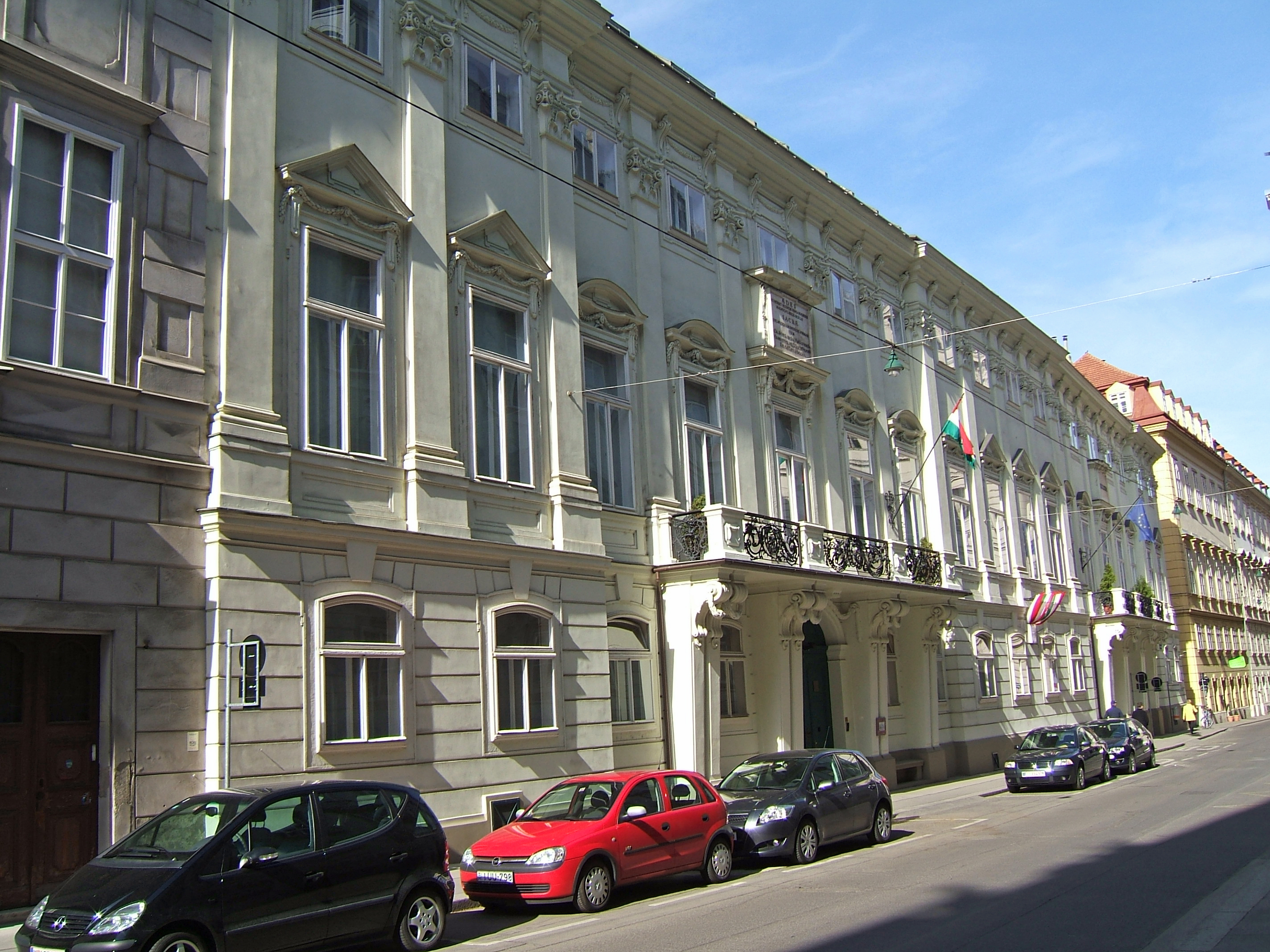
Magyarország bécsi nagykövetségének épülete a Bankgassén 2009-ben, kilencven évvel a rablás után

Az 1919. március 21-én kikiáltott Magyarországi Tanácsköztársaság kormánya a bécsi követség éléről március 23-án visszahívta Charmant Oszkár követet, helyébe a politikailag megbízható Bolgár Eleket küldte. Ugyanebben az időben az ausztriai Feldbachban egy volt hadifogolytáborban körülbelül 2000 magyar katonatiszt tartózkodott, akik a tanácskormány uralma alatt nem kívántak hazatérni. Az ő vezetőjük Lehár Antal ezredes volt, aki ugyan maga személyesen nem vett részt a támadásban, de tudott arról, és később megjelent önéletrajzában saját maga nevezte az akciót rablásnak. Április 12-én Bethlen István vezetésével Bécsben megalakult az emigráns magyar politikusokat tömörítő  Antibolsevista Comité (ABC). A szervezet mindenáron pénzhez akart jutni, hogy abból felfegyverezhessenek egy ellenforradalmi hadsereget, melynek segítségével megszállnák a Dunántúlt, és így megdönthetnék a Tanácsköztársaságot. Pénzszerző körútjuk azonban sikertelen volt: sem az antant, sem az általuk megkeresett bankok nem kívántak ilyen kockázatos próbálkozást finanszírozni. A pénzkeresésben jelentős szerepet vitt a Bécsben tartózkodó volt Pozsony vármegyei főispán, Szmrecsányi György is, akinek osztrák kormányzati körökhöz is volt kapcsolata. Ebben az időben a tanácskormány jelentős készpénzmennyiséget csoportosított át a futárposta védettségét felhasználva a bécsi nagykövetségre. Hivatalosan a magyar állam kereskedelmi adósságainak rendezésére és nyersanyag, illetve élelmiszervásárlásra küldték a pénzt, az utólagos beszámolók azonban egyöntetűen azt vallják, hogy a küszöbön álló osztrák kommunista forradalom anyagi bázisát jelentette volna a hatalmas pénzösszeg.

### A rablás előkészületei
A követség részéről két személy vett részt a rablásban, illetve annak előkészítésében: Hajós Jenő követségi titkár és Magurányi Sándor, aki még a követségnek helyt adó épület előző birtokosa, a Király személye körüli minisztérium alkalmazottja volt, és amikor az intézmény követséggé szerveződött, őt is átvették irodafőnöki pozícióban. Bár mindketten katonaviseltek voltak, egyiküknek sem volt közvetlen kapcsolatuk sem a Lehár-féle különítménnyel, sem az ABC-vel. Hajós követségi titkárként mindenről tudott, ami a képviseleten keresztül zajlott, így az illegálisan Bécsbe utazó kommunisták érkezéséről, okmányok kiállításáról is, s mindezekről rendszeresen tájékoztatta a bécsi rendőrséget, illetve osztrák politikusokat is, így számottevő kapcsolatrendszert tudott kialakítani. Viselkedése gyanússá lett, ezért már április 26-án visszahívták Magyarországra, ám ő betegségre hivatkozva a bécsi követségen maradt (a követség szinte valamennyi dolgozójának az épületen belül volt a lakhelye is). Hajós és Magurányi elhatározták a követségen tárolt pénzeszköz megszerzését és az ellenforradalmi erőkhöz juttatását. Erről tájékoztatták Joseph Schumpeter akkori osztrák pénzügyminisztert és az ő révén Johann Schober bécsi rendőrfőnököt, akik támogatták az elképzelést, Schumpeter pedig ígéretet tett, hogy mindent elkövetnek majd Bolgár Elek követ feltartóztatására, hogy az akcióhoz elegendő idő álljon rendelkezésre. Schumpeter közvetítésével bevonták az ügybe Batthyány Tivadart - volt király személye körüli miniszter, majd a Károlyi Mihály-kormány belügyminisztere -, akinek a pénz elrejtésében majd továbbításában lett volna szerepe. Batthyány ugyan tett egy kísérletet, hogy hivatalos úton, az antant közreműködésével foglalják le a vagyont, ez a misszió azonban sikertelenül zárult, így végül ő is jóváhagyólag állt a rablás kérdéséhez.

### 1919. május 2-3.

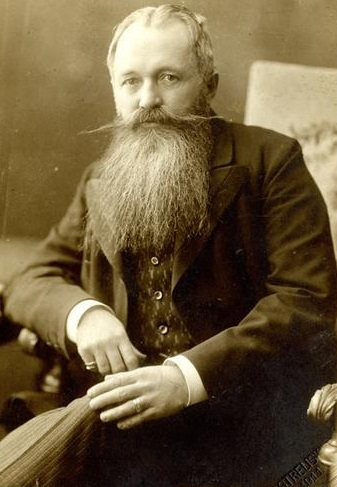
Batthyány Tivadar (1859–1931) a legmagasabb rangú háttérember

Az akcióhoz az 1919. május 2-i napot választották, ugyanis Bolgár Elek és Fenyő Andor gazdasági megbízott Budapestre utaztak, hogy részt vegyenek május 1., vagyis a munka ünnepe rendezvényén, visszatértüket csak május 2-ra tették. Hajós és Magurányi tehát 2-án feltörték a követségen belül található két magánlakás egyikét, illetve az egyik követségi inast megvesztegették, hogy beengedje őket, amikor nem tudtak megbirkózni a másik zárral. Két táskát találtak, de csak az egyiket tudták felnyitni, melyben több mint 100 millió magyar korona összeget leltek tízezres címletű bankjegyekben. Mindkét táskát egy napnyi utaztatás, nagy kerülők beiktatásával annak a Déri Frigyes műgyűjtőnek a bécsi lakásába szállították, aki majd később a debreceni Déri Múzeum névadójaként lesz ismert - őt Batthyány szervezte be. Tulajdonképpen az eset rablási - jogilag csak betörési - része ezzel lezárult.
Batthyány, amikor megtudta, hogy sikeres volt az akció, értesítette Szmrecsányi Györgyöt is, akinek révén egy Bécsben tartózkodó katonatiszti csoport is tudomást szerzett erről, és elhatározták, hogy megszerzik a pénzt, hogy abból fegyverezzék fel az ellenforradalmi különítményt. Szándékuk volt az is, hogy késleltessék a pénz eltűnése miatti nyomozást, ezért úgy döntöttek, hogy megszállják a bankgassei épületet és foglyul ejtik Bolgár Elek követet. Bevontak egy megbízható angol tudósítót, Ellis Ashmead-Bartlettet, hogy részben segítsen a pénz elrejtésében, részben szükség szerint a szállításában. Bartlett 10 százalékos részesedésért vállalta is ezt. Tisztek egy 40-50 fős csoportja - Boroviczeny Aladár, Pálffy-Daun József és Takách-Tolvay József vezetésével - Bartlettel együtt elindultak a követség épülete felé. Bár az intézményt kívülről bécsi rendőrök őrizték, nekik nem tűnt szokatlannak, hogy a magyar követségre magyar személyek mennek be. A belül őrséget álló magyar Vörös Hadsereg katonáit az akció teljesen felkészületlenül érte, így őket pillanatok alatt lefegyverezték. Bálint Imre követségi főcsoportvezetőt foglyul ejtették, majd várták Bolgárék hazaérkezését. Éjfél után lépett be az épületbe Bolgár és Fenyő Andor. Őket is foglyul ejtették és mindannyiukat elszállították egy előre egyeztetett helyre, a bécsi ferences kolostorba.
Időközben Bartlett, Boroviczeny, Grüneberg főhadnagy és Hajós átmentek Déri Frigyeshez, ahol megszámolták a pénzt és jegyzőkönyvet vettek fel arról. Hajóst - aki egyáltalán nem akarta katonák kezére bízni az államvagyont - azzal győzték meg, hogy időközben megalakult a Batthyány–Szmrecsányi-kormány, melyet az antant is elismert, sőt, elhitették a követségi titkárral, hogy a jelen lévő haditudósító - Bartlett - az antant megbízottja. Ebből ugyan egy szó sem volt igaz, ám Hajós átadta a bőröndöket és tartalmukat, majd az elutazásának és bujkálásának várható költségeinek fedezésére szolgáló készpénz átvételét követően távozott. Bartlett is megkapta a kialkudott tíz százalékot, így az osztozkodás első szakasza lezárult.

### Az események utóélete

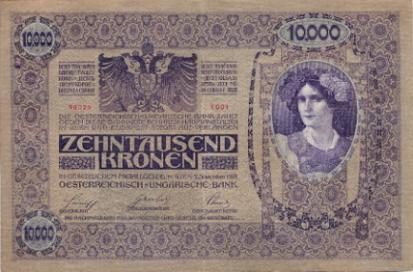
Ilyen tízezer koronás bankjegyekkel lehetett kitömve a két bőrönd

Ausztriában ebben az időben Karl Renner vezetésével szociáldemokrata kormány volt hatalmon. Az osztrák politika egyfelől rettegett, hogy a magyarországihoz hasonló kommunista forradalom tör ki és átveszik a hatalmat, tehát egy szintig mindent elkövettek, hogy megakadályozzák az eszmék importálását Magyarországról Bécsbe, illetve hogy gyengítsék a tanácskormányt. Másfelől - tévesen - nem volt kétségük afelől, hogy a kommunista hatalomátvétel Ausztriában a küszöbön áll, ezért egyfajta önbiztosítékként bizonyos esetekben igyekeztek magukat kedvező színben feltüntető gesztusokat tenni. Ebben az ellentmondásos helyzetben érte őket a magyar követség elleni támadásnak, kirablásának és a követek foglyul ejtésének híre. Nem tudni kiderült-e, hogy Johann Schober rendőrfőnök valójában tudott az akcióról, mindenesetre őt bízták meg az események köztörvényes megítélés alá eső részének rendezésével. Schober rendőri különítmény élén megjelent a követségen, kelletlenül őrizetbe vette az ott tartózkodó magyar tiszteket, valamint kiszabadította a követet és a követségi alkalmazottakat. Lefoglaltak továbbá 69 millió koronát, vagyis az ellopott teljes összeg közel felét.
Bár a tanácskormány nagyon szorgalmazta a lefoglalt összeg visszaküldését, sőt, ennek elmaradása esetén a magyarországi osztrák vagyonok államosítását is kilátásba helyezte, Ausztria egy hosszas bírósági eljárásba kezdett, melynek során ugyan jogerősen elismerték, hogy a 69 millió korona magyar államtulajdon, ám azt a Tanácsköztársaság bukásáig a perre való hivatkozással nem juttatták el Magyarországra. A lefoglalt vagyon csak 1920 márciusában került vissza Magyarországra, már Horthy Miklós kormányzósága idején.
A lefogott katonatisztek közül legtovább Takách-Tolvay József volt őrizetben: mintegy 60 napnyi vizsgálati fogság jutott osztályrészéül. Egyebekben mindenki hamar szabadlábra került és senkit nem utasítottak ki, hiszen tudták, hogy Magyarországon valószínűleg kivégeznék őket. A legtöbb katonatiszt Feldbachba került vissza, ahol a náluk maradt pénzösszeg egy részéből javítani tudtak az akkor már internálótáborrá alakított zárt intézményen belüli ellátáson.
Politikai szempontból az események még évekig hullámokat vetettek. Egyfelől a tanácsköztársaság bukása után egyre inkább dicső tetté magasztosuló pénzszerzésben mindenki felnagyítani kívánta a szerepét Hajós követségi titkár befeketítésével, amit számos rágalmazási per követett. Másfelől a konkrét összegre csak 1923-ban derült fény hivatalos eljárás keretében, addig csak a bécsi rendőrség által lefoglalt 69 (más források szerint 80) millió koronáról eset szó. Ennek az összegszerűségét azonban az egymást váltó magyar kormányok rendre kétségbevonták, mindig az előző kormányt nevezve meg felelősnek, hogy nem tudtak teljes képet nyerni az elrabolt vagyon valós összegéről. Az akkori sajtóban megjelent 1923. július 19-én, az hogy a bankgassel elrabolt milliók ügye még mindig nem volt likvidálva; emlékezetes, hogy a proletárdiktatúra idején Szmrecsányi György, Hajós és társaik a bécsi magyar követségről 200 millió koronát raboltak el, Fenyő Andort, Magyarország bécsi gazdasági megbízottját pedig, valamint a magyar követség több tagját, a Dominikánus-kolostorba zárták. A pénz egy bőröndben volt és ugyanott töltötta Fenyő, az elszámolási könyvet is. Ennek a 200 millió koronának a sorsa a magyar parlamentet már több ízben foglalkoztatta és vizsgálóbizottságot is küldtek ki annak megállapítására, mire fordították ezt a sok pénzt. Szmrecsányiék addig a napig sem adtak rendes elszámolást a hatalmas összegről, csak egy olyan tessék-lássék , költségszámlát" nyújtottak be. Ennél a nyilván komolytalan elszámolásnál Szmrecsány mintegy 2—3 millió korona hiányát állapították meg. Ezt az összeget a magyar állam akkor per útján követelte vissza Fenyőtől.
1925. novemberében az újságokban megjelent, hogy a bankgassei milliók elszámolását újból felülvizsgálták. Szabó Imre szociáldemokrata képviselő néhány héttel korábban az úgynevezett bankgassei milliók ügyében a zárszámadási bizottság összehívását kérte. A bizottság elnöke, Paupera Ferenc a kérésnek eleget is tett és a bizottságot 1925. november 12-én délben ülésre hívta egybe. Azért választották anyai terminust, noha a házszabályok értelmében már két héttel azelőtt össze kellett volna hívni a bizottságot, mert Bethlen István gróf miniszterelnök kijelentette, hogy személyesen is részt kívánt venni a bizottság ülésén és az a nap előtt erre nem tudott magának időt szakítani. A bizottság kezdte meg tanácskozásait Bethlen István gróf miniszterelnök és Bud János pénzügyminiszter jelenlétében. A bizottság tanácskozásain, amelyeket bizalmasnak deklaráltak, nem bízva a tanácskozás becsületességében és igazságosságában Szeder Ferenc és boldogfai Farkas Tibor is megjelentek (akik nem tagjai a bizottságnak), de az elnöklő Paupera Ferenc tudomásukra hozta, hogy a bizottság határozata értelmében az ügyet zárt ülésen tárgyalják le és ezért kérte őket, hogy tekintsenek el a tanácskozáson való részvételtől. A képviselők erre eltávoztak a bizottság terméből. Farkas Tibor pedig az elnöki hivatalba ment és átnézte az új házszabályokat, amelynek értelmében csak a mentelmi és külügyi bizottság üléseit lehet zárt ülésnek deklarálni. Erre visszament a bizottság tárgyalására és óvást emelt az ellen, hogy zárt ülésen tárgyalják ezt a kérdést. Bethlen István gróf miniszterelnök és Paupera Ferenc erre közölték vele, hogy a bizottságnak joga van olyan határozatot hozni, amellyel tanácskozásait zártnak nyilvánítja. Farkas Tibor erre újból óvást emeltés azzal hagyta el a bizottság termét, hogy a dologról jelentést fog tenni a nemzetgyűlésnek.
Bár a le nem foglalt 70 millió korona pontos sorsáról nincs tételes feljegyzés, abban valamennyi későbbi publikáció egyetért, hogy nem a résztvevők meggazdagodását szolgálta vagyis senki nem fordította személyes szükségleteire - leszámítva a menekülés és a bujkálás elhanyagolható költségeit. Feltehető, hogy a katonatiszti csoport ebből az összegből finanszírozta a brucki puccs néven elhíresült 1919. május 6-i ellenforradalmi katonai támadást, mely már az osztrák-magyar határon összeomlott. Ugyanakkor - bár bizonyítást sosem nyert - jelentős összegek szivároghattak azokhoz a politikusokhoz, akik az ellenforradalmi mozgalmat szervezték, s hogy ebből mennyit költöttek a mozgalomra, mennyit magukra, sosem derült ki. Még 1926-ban is parlamenti interpelláció témája volt az elszámoltatás.

## Feldolgozások, megjelenések
Az esettel még évekig foglalkozott a magyar sajtó, elsősorban a politika által vetett hullámokkal szinkronban. Ugyanakkor Hajós Jenő szerepével kapcsolatban is megjelentek könyvek, részben saját kiadásában, részben a benne hívők finanszírozásában, melyekben elsősorban Hajóst igyekeztek tisztázni, hiszen ő volt az, aki elvitte a bőröndöket, de elszámolni már nem tudott azokkal.
Az események alapján Bokor Péter filmrendező egy ötrészes dokumentum-játékfilmet forgatott, ami a Magyar Televízióban 1969-ben került adásba. A Mi történt a Bankgasséban című film kedvező kritikát kapott részben a parádés szereposztása miatt: Agárdy Gábor, Egri István, Basilides Zoltán, Izsóf Vilmos, Kálmán György, Szilágyi Tibor elevenítették fel a figurákat, és a korszak legismertebb történészei magyarázták az események hátterét.